# Корнеллская коробка

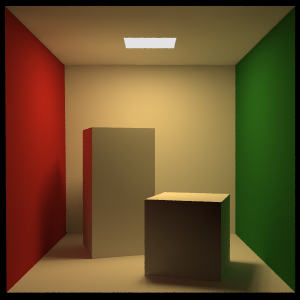
Стандартная Корнеллская коробка, визуализированная с помощью POV-Ray

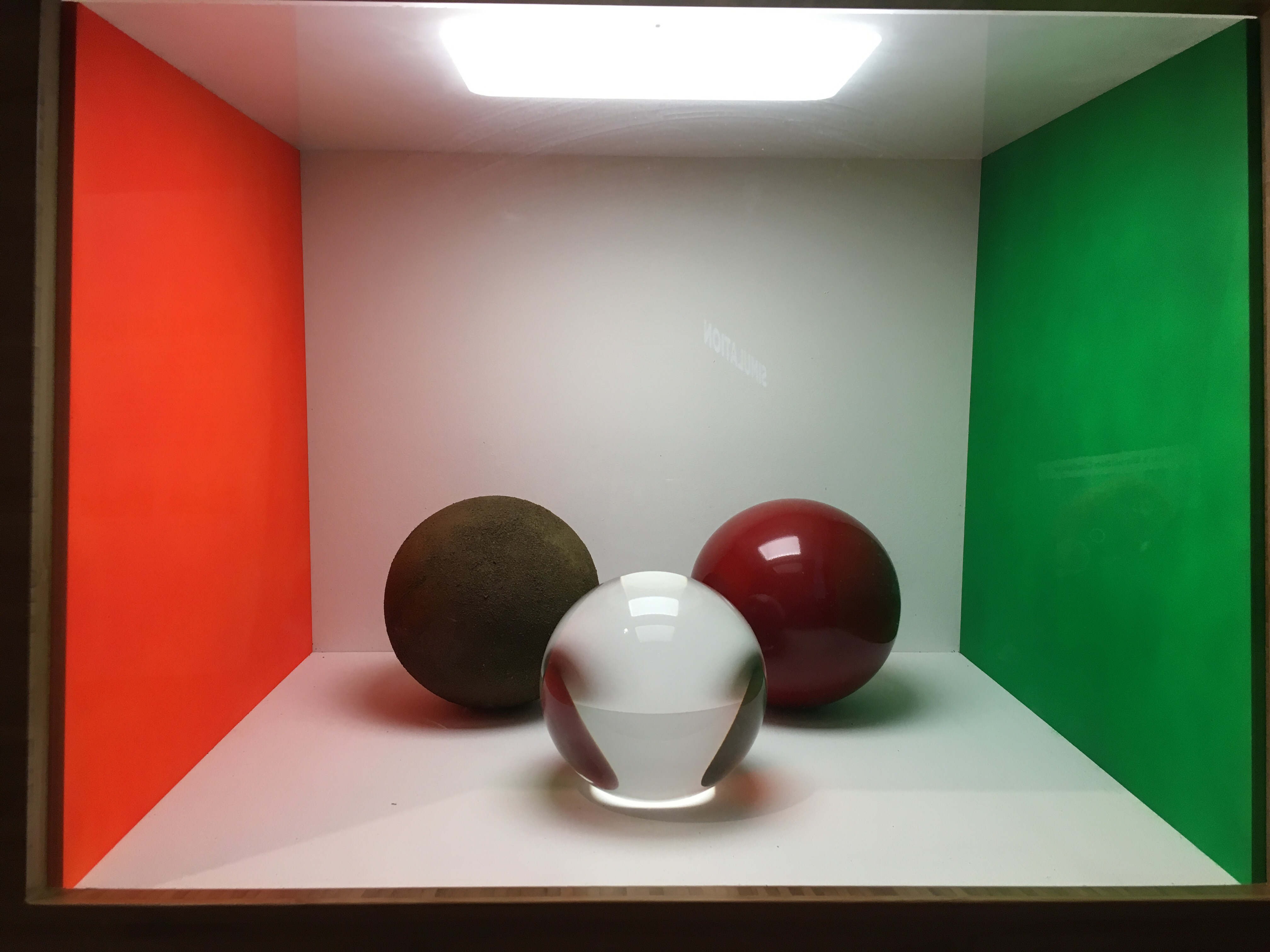
Корнеллская коробка с 3 шарами для моделирования отражения света различными материалами

Корнеллская коробка — это тест, направленный на определение точности программного обеспечения для рендеринга путём сравнения визуализированной сцены с реальной фотографией той же самой сцены и является широко используемой тестовой 3D-моделью . Она была создана Синди М. Горал, Кеннетом Э. Торрансом, Дональдом П. Гринбергом и Беннеттом Баттейлом в Корнеллском университете для статьи « Моделирование взаимодействия света между диффузными поверхностями», опубликованной и представленной на выставке SIGGRAPH '84.
Физическая модель коробки создается и фотографируется камерой CCD . Затем измеряются точные параметры сцены: спектр излучения источника света, спектры отражения поверхностей, точное положение и размер всех объектов, стен, источника света и камеры.
Затем эта же сцена рендерится и выходной файл сравнивается с исходной фотографией.
Базовая сцена состоит из:
- Один источник белого света в центре потолка
- Зелёная стена справа
- Красная стена слева
- Белая задняя стена
- Белый пол

Внутри коробки часто помещают предметы. Первыми объектами были два белых ящика. Другой распространённый вариант, впервые использованный для тестирования фотонного картирования, включает две сферы: с идеальной зеркальной поверхностью и поверхностью из стекла.
Физические свойства коробки предназначены для демонстрации взаимного диффузного отражения. Например, свет должен отражаться от красных и зелёных стен и падать на белые стены, поэтому части белых стен должны казаться слегка красными или зелёными.
Сегодня Корнеллская коробка часто используется для демонстрации средств визуализации так же, как Стенфордский кролик и чайник из Юты. Исследователи часто используют только рендер сцены, не сравнивая её с исходной.